# Stefan Kuhlmann

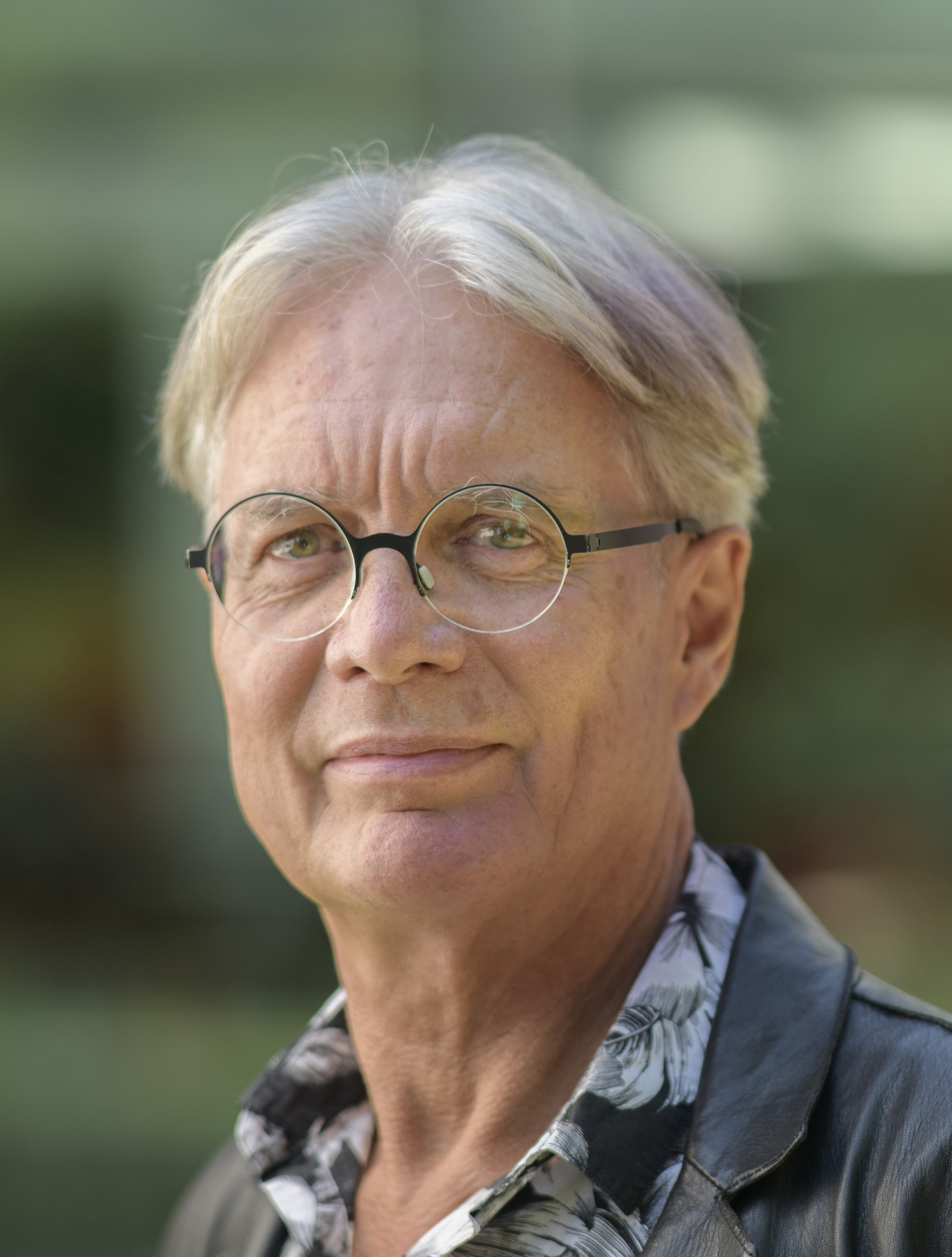
Stefan Kuhlmann (2019)

Stefan Kuhlmann (* 1. Juni 1954 in Essen) ist ein deutscher Politikwissenschaftler mit dem Arbeitsschwerpunkt „Technologische Innovation, Gesellschaft und Politik“. Er ist emeritierter Professor für Science and Technology Studies (STS) an der Universität Twente, Niederlande.

## Leben
Aufgewachsen in Marl (Sohn von Heiner Kuhlmann und Christa Kuhlmann, geb. Schucht) studierte Stefan Kuhlmann nach dem 1972 am Gymnasium Petrinum in Dorsten bestandenen Abitur von 1972 bis 1978 Geschichte und Politikwissenschaft an der Philipps-Universität Marburg. Von 1979 bis 1988 war er an der Forschungsgruppe Verwaltungsautomation an der Universität Kassel tätig. Er promovierte 1986 und habilitierte sich 1998 in Politikwissenschaft an dieser Universität. 1988 bis 2006 arbeitete Kuhlmann am Fraunhofer-Institut für System- und Innovationsforschung (ISI) in Karlsruhe, seit 1995 in leitenden Positionen. 2001 nahm er eine Professur für Innovation Policy am Copernicus Institute der Universität Utrecht (Niederlande) an. 2006 trat Kuhlmann die Nachfolge von Arie Rip auf dem Lehrstuhl Foundations of Science, Technology, and Society an der Universität Twente in Enschede (Niederlande) an. Von 2018 bis 2021 war er akademischer Direktor des niederländischen Graduiertenkollegs Science, Technology, and Modern Culture (WTMC). Seit 2022 ist er emeritiert.
Stefan Kuhlmann ist verheiratet mit der Soziologin Eva Maria Eckel.
Seit 2021 ist Kuhlmann Mitglied des Rates der Stadt Gronau in Nordrhein-Westfalen.

## Wirken
Stefan Kuhlmann untersucht seit den 1980er Jahren Wissenschaft und technologische Innovation als soziale und politische Prozesse.
Als Mitglied der Forschungsgruppe Verwaltungsautomation an der Universität Kassel untersuchte er in den 1980er Jahren (u. a. mit Hans Brinckmann) Prozesse der Informatisierung der öffentlichen Verwaltung.
Am Fraunhofer-Institut für System- und Innovationsforschung (ISI) forschte Kuhlmann seit 1988 zur Governance und Evaluation von Forschungs- und Technologiepolitik, Technikfolgenabschätzung und Innovationsstrategien privater und öffentlicher Akteure.
An der Universität Utrecht (2001–2006) und seit 2006 an der Universität Twente forschte und lehrte er im interdisziplinären Feld der Science and Technology Studies (STS), fokussiert auf Modalitäten der Governance von Wissenschaft und Technologie in der Gesellschaft. Am 25. November 2011 überreichte Kuhlmann einen Ehrendoktor-Titel der Universität Twente an Helga Nowotny, damals Präsidentin des European Research Council (ERC).
Kuhlmann war bzw. ist Mitherausgeber mehrerer wissenschaftlicher Zeitschriften, u. a. von Research Policy (Elsevier), des International Journal of Foresight and Innovation Policy (IJFIP) sowie von Science and Public Policy (SPP).
In seinen verschiedenen Positionen in Forschung und Lehre hat Kuhlmann aktiv Politikberatung betrieben (nationale und regionale Regierungen sowie Wissenschaftsorganisationen in Europa und darüber hinaus, Europäische Kommission, OECD usw.), er ist bzw. war Mitglied vieler nationaler und internationaler wissenschaftlicher und politischer Beratergremien.
Stefan Kuhlmann ist Mitbegründer (2010) und war Präsident des Eu-SPRI Forum for Studies of Policies for Research and Innovation, ein Netzwerk von etwa zwanzig europäischen Forschungszentren zu diesem Thema. Er ist Mitbegründer und war Vorstandsmitglied der Deutschen Gesellschaft für Evaluation (DeGEval) von 1997 bis 2001.

## Schriften (Auswahl)
- Computer als Mythos. In: Rammert, W. et al. (Hg.): Technik und Gesellschaft. Jahrbuch 3, Frankfurt a. M./New York 1985 (Campus), p. 91–106
- Computerbürokratie. Ergebnisse von 30 Jahren öffentlicher Verwaltung mit Informationstechnik, (1990, mit Hans Brinckmann) (Opladen, Westdeutscher Verlag)
- Evaluation von Technologiepolitik. Zur Analyse der Wirksamkeit politischer Techniksteuerung. In: Grimmer, K., Häusler, J., Kuhlmann, S., Simonis, G. (Hrsg.): Politische Techniksteuerung, Opladen 1992, 119–135
- European Technology Policy in Germany, Heidelberg (Physica/Springer) (1995, mit G. Reger)
- Patterns of Science and Technology Policy Evaluation in Germany. In: Research Evaluation 5/1 (1995), 23–33; https://doi.org/10.1093/rev/5.1.23
- Politikmoderation: Evaluationsverfahren in der Forschungs-und Technologiepolitik (1998), Baden-Baden: Nomos
- Moderation of Policy-making? Science and Technology Policy Evaluation beyond Impact Measurement: the Case of Germany. In: Evaluation (Sage), Vol. 4, No. 2, April 1998, 130–148; doi:10.1177/13563899822208491
- Innovationspolitik in globalisierten Arenen. Neue Aufgaben für Forschung und Lehre: Forschungs-, Technologie- und Innovationspolitik im Wandel. Opladen (Leske und Budrich) (1999, mit K. Grimmer, Meyer-Krahmer, F., Hrsg.) ISBN 3-8100-2563-1
- Improving Distributed Intelligence in Complex Innovation Systems. Final report of the Advanced Science & Technology Policy Planning Network (ASTPP), a Thematic Network of the European Targeted Socio-Economic Research Programme (1999, with Boekholt, P. / Georghiou, L. / Guy, K. / Héraud, J.-A. / Laredo. Ph. / Lemola, T. / Loveridge, D. / Luukkonen, T. / Polt, W. / Rip, A. / Sanz-Menendez, L. / Smits, R.)
- Evolution von Staatlichkeit - mit einem Exkurs zu N. Elias‘ „Soziogenese des Staates“. In: Politische Vierteljahresschrift (PVS), 41, 2000/4, 623–646
- Governance of Innovation Policy in Europe – Three Scenarios. In: Research Policy, Special Issue „Innovation Policy in Europe and the US: New Policies in New Institutions“, ed. by H. K. Klein, S. Kuhlmann, and P. Shapira, vol. 30, issue 6/2001, 953–976 (DOI:10.1016/S0048-7333(00)00167-0)
- A Singular Council. Evaluation of the Research Council of Norway. Oslo, Royal Norwegian Ministry for Education, Research and Church Affairs (2001, with Arnold, E. / Kuhlmann, S. / van der Meulen, B.)
- Scenarios of technology and innovation policies in Europe: Investigating future governance. In: Technological Forecasting and Social Change 70 (2003, with J. Edler), S. 619–637, doi:10.1016/S0040-1625(03)00027-1.
- Learning from Science and Technology Policy Evaluation: Experiences from the United States and Europe, (2003, mit P. Shapira), Cheltenham: Elgar
- Changing Governance of Research and Technology Policy - the European Research Area, (2003, with J. Edler; M. Behrens), Cheltenham: Elgar, ISBN 1-84376-597-7
- The rise of systemic instruments in innovation policy. In: Int. J. Foresight and Innovation Policy (IJFIP), Vol. 1, Nos. 1/2, (mit R. Smits, 2004) S. 4–32, doi:10.1504/IJFIP.2004.004621,
- Functions of Innovation Systems: A new approach for analysing technological change. In: Technological Forecasting & Social Change, vol. 74/4, 413–432 (2007, with Hekkert, M.P.; Suurs, R.A.A.; Negro, S.; Smits, R.E.H.M.)
- Governance of innovation: Practice, policy, and theory as dancing partners. Address delivered upon the acceptance of the Chair Foundations of Science, Technology and Society Faculty Management and Governance, University of Twente, Enschede/Netherlands (2007, Univ. of Twente)
- Demand articulation in intermediary organisations: The case of orphan drugs in the Netherlands. In: Technological Forecasting and Social Change, Vol. 75, 5, (2008, with Boon, W. P.C.; Moors, E.H.M.; Smits, R,) S. 644–671
- Across institutional boundaries? Research collaboration in German public sector nanoscience, In: Research Policy, 37 (2008, with Th. Heinze) 888–899
- Co-ordination within fragmentation. Governance in knowledge policy in the German federal system. In: Science and Public Policy, Vol. 35/4, (2008, with J. Edler) S. 265–276
- The Theory and Practice of Innovation Policy. An International Research Handbook, (2010, mit R. Smits, P. Shapira)
- Demand articulation in emerging technologies: intermediary user organisations as coproducers? Research Policy, 40 (2011, with Boon, W.; Moors, E.H.; Smits, R.E.) S. 242–252
- Innovation Journey – Navigating Unknown Waters. In: Angele Reinders, JC Diehl, Han Brezet (eds.): The Power of Design. Hoboken, NJ (Wiley), 2012, S. 112–117.
- Technology Assessment as Constructive Design and Governance. In: Angele Reinders, JC Diehl, Han Brezet (eds.): The Power of Design. Hoboken, NJ (Wiley), 2012, 100–109.
- In discursive negotiation: Knowledge and the formation of Finnish innovation policy. Science and public policy, 42(1), (2014, with Niinikoski, M. L.) 86–106.
- Responsibility Navigator, Karlsruhe/Germany (2016, with Edler, J., Ordóñez-Matamoros, G., Randles, S., Walhout, B., Gough, C., Lindner, R), Fraunhofer ISI www.responsibility-navigator.eu.
- Research Handbook on Innovation Governance for Emerging Economies: Towards Better Models, (2017, mit G. Ordóñez-Matamoros), Cheltenham: Elgar
- Next Generation Innovation Policy and Grand Challenges, Science and Public Policy 45/4, (2018, with A. Rip) S. 448–454, doi:10.1093/scipol/scy011
- The tentative governance of emerging science and technology—A conceptual introduction, Research Policy 48, (2019, with Stegmaier, P., Konrad, K.) S. 1091–1097, doi:10.1016/j.respol.2019.01.006.
- Handbook on Science and Public Policy, (2019, mit D. Simon, J. Stamm, W. Canzler), Cheltenham: Elgar
- Towards a path-transformative heuristic in inclusive innovation initiatives: an exploratory case in rural communities in Colombia. Innovation and Development, Routledge (2020, with Pinzón-Camargo, Mario A.; Ordoñez-Matamoros, G.), doi:10.1080/2157930X.2020.1832029.
- Global resilience through knowledge-based cooperation: a new Protocol for Science Diplomacy. In: F1000Research (2021, with Aukes E.; Wilsdon J; Ordóñez-Matamoros G.) 10:827 (https://doi.org/10.12688/f1000research.55199.1).
- The incandescent light bulb phase-out: Exploring patterns of framing the governance of discontinuing a socio-technical regime. Energy, sustainability and society 11, 14 (2021, mit Stegmaier, P.; Visser, V. R.), doi:10.1186/s13705-021-00287-4.
- Wissenschafts- und Forschungssystem im Anthropozän. In: Botthof, A.; Edler, J.; Hahn, K.; Hirsch-Kreinsen, H.; Weber, M.; Wessels, J. (eds.).: Transformative und agile Innovationssysteme. Neue Praktiken und innovationspolitische Herausforderungen, Frankfurt/New York: Campus (2023), 179–197.